# 河豚 (電影)
《河豚》是一部由李啟源導演的台灣電影，於2011年完成。該電影屬於浪漫愛情片，2010年5月20日正式開拍，2010年8月25日殺青，2011年8月5日上映。該片的片長為1小時27分，片中對白相對較少，主要用行動展開劇情。

## 演員
- 吳慷仁：棒球教練
- 潘之敏：小尊
- 姚安琪：六花
- 陸弈靜：小金魚

## 劇情簡介
这个片子讲述的是两个被背叛的人怎样走到一起的。
女主角是电梯小姐，标准的微笑，标准的上班下班，和男友的生活是寡淡的，直到撞见了男友和别的女人躺在床上。她没哭没闹，依然是标准的微笑。
女主角选择离开。在网上将男友送的河豚卖了。买主就是男主角。
她亲自去送河豚，坐火车，转汽车，非要亲手将河豚放到鱼缸里。然后就和男主发生了关系。然后就在男主角家住了下来。
女主角觉得男主角比前男友好，但男主角只是将她当作老婆的替身。
男主角的老婆跟人跑了。所以男主角头发也不剪，胡子也不剃，屋里挂满老婆的衣服，买河豚也只是因为老婆买的河豚都养死了。
女主角的声音和男主角的老婆很像，他就自然将她当作了老婆的替身。
女主角渐渐爱上了男主角，她将他老婆的衣服收起来，却没想到男主角生气了，女主角就去道歉。
男主角也渐渐爱上了女主角，就将老婆的衣服都收起来，还让女主角帮他剪头发，刮胡子。男主角终于问了女主角的名字。
然后男主角的老婆回来了。女主角受不了就带着河豚走了。她没有走远，在村子外面等汽车。男主角的老婆提着行李走来，用踢踏舞换了女主角手里的河豚，然后上车走了。
男主角来找女主角，对她做了抱歉的动作。他们就一起回去了。

## 外部連結
- 《河豚》官方FB
- Yahoo奇摩電影上《河豚》的資料（繁體中文）
- 開眼電影網上《河豚》的資料（繁體中文）
- 豆瓣电影上《河豚》的資料 （简体中文）
- 时光网上《河豚》的資料（简体中文）
- AllMovie上《河豚》的资料（英文）
- 爛番茄上《河豚》的資料（英文）
- 香港影庫上《河豚》的資料（繁體中文）
- 互联网电影数据库（IMDb）上《河豚》的资料（英文）